# Végbél

Az emberi végbél anatómiája

A végbél (rectum) a vastagbél legutolsó szakasza, amely felülről a szigmabélhez csatlakozik, alulról pedig az anuscsatornán keresztül a végbélnyílásban végződik. A végbél a kismedence üregében helyezkedik el a keresztcsont és a farokcsont előtt, hossza megközelítőleg 12 cm. Itt tárolódik a széklet kiürítés előtt, telítődéskor a bélszakasz korsó alakúra tágul. A végbelet narancsvörös, fényes, mirigyeket tartalmazó nyálkahártya borítja, az alatta lévő kötőszövetben található, tágult, kanyargós, esetenként vérző vénafonat az aranyér.